# 강수연 (골프 선수)
겅수연(1976년 3월 15일~)은 대한민국의 골프 선수이다. 1997년에 프로로 전향하여 한국 LPGA 투어에서 8회 우승했다.